# 이성수 (1928년)
이성수(1928년 3월 1일~2005년 2월 17일)는 대한민국의 정치인이다. 제7·11대 국회의원을 지냈다.

## 역대 선거 결과
|  | 50.6% |

|  | 19.20% |

|  | 17.74% |

|  | 33.82% |